# 빅 존 해밀턴

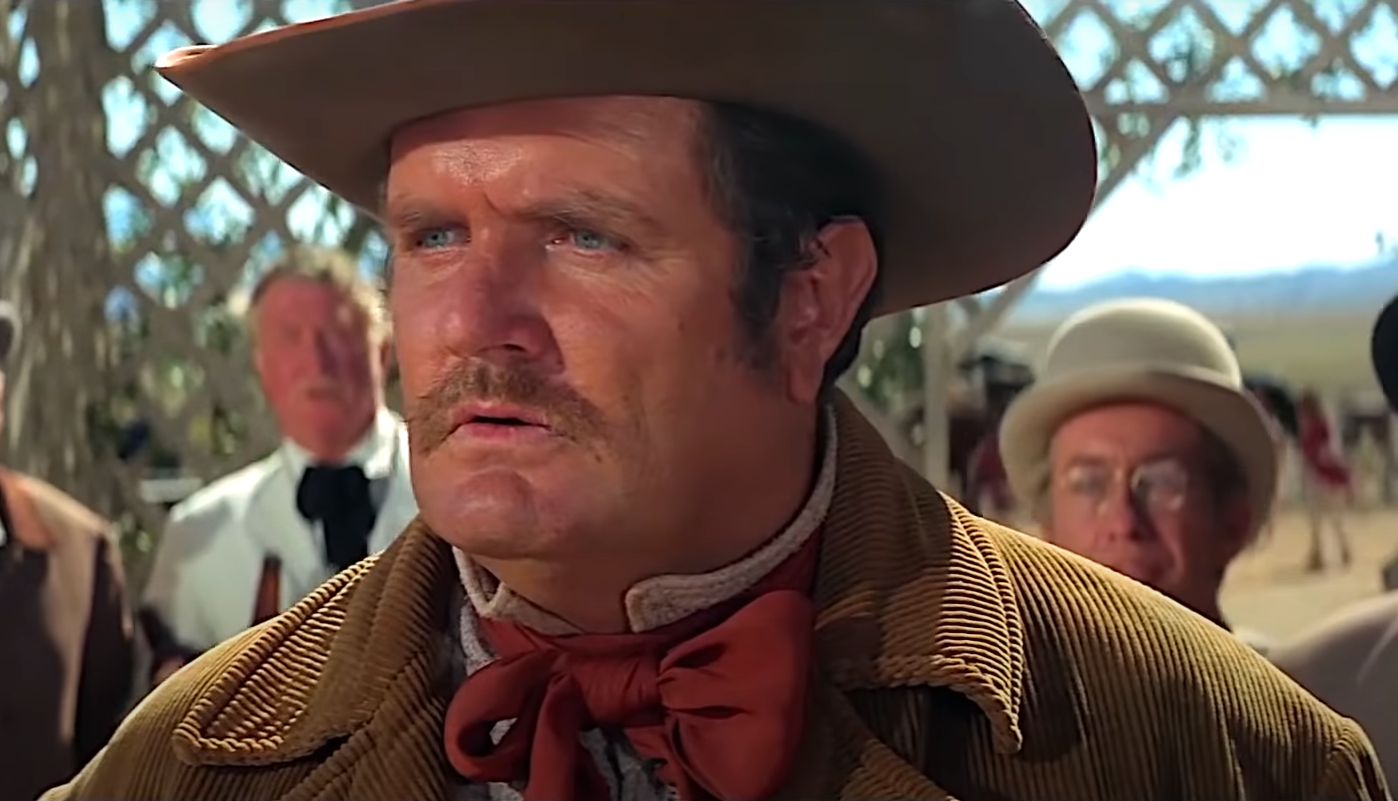

빅 존 해밀턴(Big John Hamilton, 1916년 1월 1일 ~ 1984년 12월 5일)은 미국의 배우이다.

## 영화
- 욕망의 인파이터 (1983년)
- 슈가랜드 특급 (1974년)
- 철인들 (1969년)
- 반도레로 (1968년)
- 맥린턱 (1963년)
- 투 로드 투게더 (1961년)
- 데들리 컴퍼니온 (1961년)